# Legge di Schmidt
In scienze dei materiali, la legge di Schmidt mette in relazione lo sforzo applicato ad una sezione di un provino monocristallino, durante la sua prova di trazione a deformazione costante, con lo sforzo critico di taglio tra piani cristallini del materiale.
Il modello di scorrimento dell'inizio del Novecento implicava sforzi di taglio teorici nettamente superiori rispetto a quelli misurati. Furono così introdotti nuovi modelli quali il modulo critico di taglio.
Associando tali considerazioni alle condizioni trigonometriche del provino si ottiene che lo sforzo critico di taglio risulta pari a:
{\displaystyle \tau =\sigma \cos \theta \cos \phi =\sigma m}
dove:
- σ è lo sforzo applicato alla sezione del provino
- φ è l'angolo tra la direzione di sforzo e la direzione di scorrimento preferita del piano (quella con massimo addensamento lineare sul piano considerato)
- θ è l'angolo tra la direzione di sforzo e il vettore normale al piano considerato.

Il termine
{\displaystyle m=\cos \theta \cos \phi }
è detto anche "fattore di Schmidt" e assume il valore massimo per angoli pari a 45°.